# Lygodactylus baptistai
Lygodactylus baptistai — вид геконоподібних ящірок родини геконових (Gekkonidae). Ендемік Анголи. Описаний у 2020 році. 

## Поширення і екологія
Lygodactylus baptistai відомі з типової місцевості, розташованої в прибережному лісі поблизу міста Намуе, біля підніжжя інзельберга Серра-де-Неве, розташованого на півночі провінції Намібе на південному заході Анголи, на висоті 715 м над рівнем моря.